# 이인선 (1959년)
이인선(李仁善, 1959년 5월 2일~)은 대한민국의 과학자, 대학 교수, 국회의원이다. 제21·22대 국회의원이다. 계명대학교 교수와 부총장, 경상북도의 정무, 경제부지사를 역임했다.
대한민국 제21대 국회의원 선거에서 수성구 을에 출마했으나 동일한 지역구에 무소속으로 출마한 홍준표에게 밀려 낙선했다. 하지만 얼마 못 가 그 홍준표가  지방 선거 에서 대구광역시장 선거에 출마하기 위해 의원직을 사퇴하자 6.1 재보선에 재출마하여 당선 되었다. 때문에 이인선은 홍준표에게 맺힌 것이 좀 있다.

## 학력
- 달성군 가창국민학교 전학
- 원대동 대구달성국민학교 졸업
- 1974년 2월 대구경복여자중학교(현 경상중학교) 졸업
- 1977년 2월 경북여자고등학교 졸업
- 1982년 영남대학교 식품영양학과 학사
- 1988년 영남대학교 대학원 식품영양학과 식품생물학 석사
- 영남대학교 대학원 식품영양학과 식품생물학 박사

## 경력
- 1984년 3월~1992년 8월 경북대학교 기초의학연구소 면역학교실 연구조교
- 1992년 9월 계명대학교 자연과학대학 식품가공학과 교수
- ~계명대학교 자연과학연구소 소장
- ~계명대학교 자연과학대학 전통미생물자원연구센터 센터장, 산업화센터 소장
- 국가교육과학기술자문회의 자문위원
- 1995년 12월~1997년 3월 일본 후생성 산하 국립의약품 식품위생연구소(NIHS) 방문교수
- ~지식경제부 R&D 전략기획단 비상근단원
- 2001년 지역협력연구센터 센터장[1]
- 2004년 12월~2008년 12월 재정경제부 지역특화발전특구위원회 위원
- 2003년~2005년 국가과학기술위원회 민간위원
- 2003년 12월 6일 교육과학기술부 지방과학기술진흥자문위원회 위원
- 2004년 10월~2007년 9월 대구테크노파크 신기술사업단장
- 한국연구재단 광역경제권 선도산업 인재양성사업위원회 위원
- 2006년 11월 1일~2009년 11월 국가과학기술자문회의 자문위원
- 2007년 9월 3일[2]~2011년 2월 대구경북과학기술원(DGIST) 원장
- 2011년 3월 2일~2011년 10월 계명대학교 대외협력담당 부총장
- 2011년 11월~2014년 10월 31일 경상북도 정무부지사
- 2014년 11월 1일~2015년 11월 경상북도 경제부지사
- 2017년 10월~2020년 1월 제4대 대구경북경제자유구역청 청장
- 2020년 5월~2020년 9월: 미래통합당 대구광역시당 수성구 을 당원협의회 위원장
- 2020년 9월~2021년 10월: 국민의힘 대구광역시당 수성구 을 당원협의회 위원장
- 2021년 4월: 제5기 대구광역시 지방분권협의회 의장
- 2021년 10월~2021년 11월: 제20대 대통령 선거 국민의힘 윤석열 대통령 경선후보 국민캠프 지역본부 권역별 선거대책위원회 대구광역시 선거대책위원회 경선지원총괄본부장
- 2021년 12월~2022년 1월: 제20대 대통령 선거 국민의힘 살리는 선거대책위원회 중앙선거대책위원회 여성본부 지역네트워크강화단장
- 2022년 1월~2022년 3월: 제20대 대통령 선거 국민의힘 윤석열 대통령 후보 선거대책본부 여성본부 지역네트워크강화단장
- 2022년 3월~2022년 5월: 제20대 대통령직인수위원회 지역균형발전특별위원회 위원 겸 대구경북 통합신공항 TF 위원
- 2022년 5월~: 국민의힘 대구광역시당 수성구 을 당원협의회 위원장
- 2022년 6월 1일: 2022년 6월 재보궐선거 당선(대구 수성구 을, 국민의힘, 초선)
- 2022년 6월~2022년 10월: 국민의힘 물가민생안전특별위원회 위원
- 2022년 11월~2023년 3월: 국민의힘 민생경제안정특별위원회 위원
- 2023년 4월~2024년 5월: 국민의힘 원내부대표
- 2023년 5월~: 한국여성의정 이사
- 2023년 7월: 국민의힘 약자와의동행위원회 경제산업분과 위원
- 2023년 8월~2024년 4월: 국민의힘 과학기술특별위원회 위원
- 2024년 3월~2024년 4월: 제22대 국회의원 선거 국민의힘 대구선거대책위원회 유세본부장
- 2024년 1월~2024년 5월: 국민의힘 윤재옥 원내대표 비서실장
- 2024년 4월~2024년 5월: 국민의힘 원내대표 선출을 위한 선거관리위원회 위원
- 2024년 4월 10일 대한민국 제22대 국회의원 선거 당선(대구 수성구 을, 국민의힘, 재선)
- 2024년 6월~2024년 7월: 국민의힘 정책위원회 산하 시급한 민생 현안 해결을 위한 에너지특별위원회 간사
- 2024년 6월~2024년 7월: 국민의힘 정책위원회 산하 시급한 민생 현안 해결을 위한 AI·반도체특별위원회 위원
- 2024년 9월~2025년 6월: 국민의힘 딥페이크 성범죄 대응을 위한 특별위원회 수석부위원장
- (사)한국과학기술정책연구회 고문
- 2025년 4월: 제21대 대통령 선거 국민의힘 홍준표 대통령 경선후보 무대홍 캠프 여성총괄본부장
- 2025년 5월~2025년 6월: 제21대 대통령 선거 국민의힘 김문수 대통령 후보 여성본부장
- 2025년 5월~2025년 6월: 제21대 대통령 선거 국민의힘 김문수 대통령 후보 대구 선거대책위원회 조직대책본부장
- 2025년 7월~: 국민의힘 대구광역시당 위원장

### 의정 활동
- 2022. 6.~2024. 5. 제21대 국회의원(대구 수성구 을, 국민의힘, 초선)
  - 2022. 7.~2024. 5. 제21대 국회 후반기 산업통상자원중소벤처기업위원회 위원
    - 제21대 국회 후반기 산업통상자원중소벤처기업위원회 산업통상자원특허소위원회 위원

  - 2022. 7.~2023. 5. 제21대 국회 후반기 예산결산특별위원회 위원
  - 중소기업과 골목상권을 현장에서 살피는 정책 전문가 포럼 구성의원
  - 2023. 2.~2024. 5. 제21대 국회 기후위기 특별위원회 위원
  - 2023. 4.~2024. 5. 제21대 국회 후반기 국회운영위원회 위원
    - 제21대 국회 후반기 국회운영위원회 국회운영개선소위원회 위원
- 2024. 5.~ 제22대 국회의원(대구 수성구 을, 국민의힘, 재선)
  - 2024. 6.~ 제2기 국회지역균형발전포럼 연구위원
  - 2024. 6.~ 제22대 국회 전반기 기획재정위원회 위원
    - 제22대 국회 전반기 기획재정위원회 예산결산기금심사소위원회 위원

  - 2024. 6.~ 제22대 국회 전반기 여성가족위원회 위원장
  - 국회 글로벌외교안보포럼 구성의원
  - 국회 마음챙김포럼 연구책임의원
  - 국회 인공지능 포럼 : 첨단기술과 사회·문화적 가치의 정립 대표의원
  - 2025.03~: 2025 APEC(아시아태평양경제협력체) 정상회의 지원 특별위원회 위원

## 수상 경력
- 1996년 국제소화기학회 젊은 과학자상
- 1999년 국제푸드팩터학회 우수학술상
- 2004년 7월 대구광역시 제1회 목련상
- 2011년 과학기술유공훈장

## 가족 관계
- 남편: 김영준, 치과의사
  - 1남
  - 1녀
- 친정어머니: 심현섭
- 친정할아버지: 이준석(李俊石, 1896~1955), 독립운동가

## 역대 선거 결과
|  | 35.46% |

|  | 35.77% |

|  | 79.78% |

|  | 72.84% |

## 소속 정당
| 소속 정당 | 소속 정당  | 소속 기간 | 비고      |
| --------- | ---------- | --------- | --------- |
|           | 새누리당   | 2015~2017 | 정계 입문 |
|           | 자유한국당 | 2017~2020 | 당명 변경 |
|           | 미래통합당 | 2020      | 합당      |
|           | 국민의힘   | 2020~현재 | 당명 변경 |

## 같이 보기
- 대구 수성구의 국회의원
- 수성구 을
- 경상북도 부지사